# The Frames
The Frames sind eine irische Rockband aus Dublin. Ihr Sänger Glen Hansard ist in Deutschland vor allem durch seine Darstellung des Outspan Foster in Alan Parkers Film Die Commitments bekannt.

## Bandgeschichte
Hansard hatte bereits mit 13 Jahren die Schule abgebrochen, mit 17 hob er die Frames aus der Taufe. Er schickte mehrere Demoaufnahmen von sich an verschiedene Plattenfirmen und konnte tatsächlich einen Deal mit Danny Cordell arrangieren, der ihn an Chris Blackwell, den Gründer von Island Records, weitervermittelte.
The Frames benannten sich nach einer Leidenschaft von Hansard, dem Reparieren von Fahrrädern. Deren Rahmen lagen oft auf dem Familiengrundstück verteilt herum und so nannte man das Elternhaus scherzhaft „the house of frames“. Die erste Besetzung bestand aus Noreen O’Donnell am Gesang, Hansard und Dave Odlum an der Gitarre, John Carney am Bass, Paul Brennan am Schlagzeug und dem Violinisten/Keyboarder Colm Mac An Iomaire. Der erste Auftritt fand bereits auf einem irischen Musikfestival statt. Hansard spielte kurz darauf in Die Commitments mit und wurde so in Großbritannien bekannt.
Ihre erste Single The Dancer erschien 1992. Produziert wurde sie von Gil Norton, der bereits mit den Pixies gearbeitet hatte. 1992 erschien dann ihr stark von den Pixies beeinflusstes Debütalbum Another Love Song. Dieses Album ist heute nur noch als Download erhältlich. Carney stieg überraschend kurz vor einer avisierten US-Tour aus, wurde aber recht schnell von Graham Downey ersetzt. Die Tour musste aufgrund einer Erkrankung der Violinistin trotzdem abgesagt werden. Zusätzlich verlor die Band ihren Vertrag mit Island Records. 1994 nahm ZTT die Band unter Vertrag. Während der Aufnahmen zu Fitzcarraldo verließ O’Donnell die Band. Joe Doyle stieg als neuer Bassist ein. 1996 stieg der Schlagzeuger Brennan aus und wurde durch Dave Hingerty ersetzt. Mit ihm wurde das 1999er Werk Dance the Devil veröffentlicht, das mehr in die Lo-Fi-Richtung ging.
Mit Overcoat fand die Band ein neues Independent-Label. 2001 erschien dort For the Birds. Nach der Veröffentlichung verließ Odlum die Band; mit Simon Goode stieg ein neuer Gitarrist ein. Eine Tour musste wegen des Todes von Hansards Freund Mic Christopher von den Mary Janes abgesagt werden. Glen Hansard verfasste einen bewegenden Nachruf. Später konnte die Tour als Vorgruppe von The New Pornographers doch noch verwirklicht werden. Mit The Roads Outgrown erschien 2003 eine Sammlung von Outtakes auf dem neuen Label Anti. 2004 folgte Burn the Maps und 2007 Cost. 2007 spielten The Frames im Vorprogramm von Bob Dylan auf dessen Tour durch Australien und Neuseeland.
Hansard ist auch in der Hauptrolle des Films Once zu sehen; Regisseur ist der frühere Frames-Bassist John Carney. Der Soundtrack, an dem Hansard beteiligt war, wurde für zwei Grammy Awards nominiert. Außerdem wurde der Song Falling Slowly mit dem Oscar 2008 in der Kategorie Bester Song ausgezeichnet.

## Diskografie

### Studioalben
| Jahr | Titel                                     | Höchstplatzierung, Gesamtwochen, AuszeichnungChartsChartplatzierungen (Jahr, Titel, Platzierungen, Wochen, Auszeichnungen, Anmerkungen) | Anmerkungen                                                |
| Jahr | Titel                                     | IE | Anmerkungen                                                |
| ---- | ----------------------------------------- | --- | ---------------------------------------------------------- |
| 1991 | Another Love Song                         | IE77 (1 Wo.)IE | Charteinstieg IE: 2010                                     |
| 1995 | Fitzcarraldo                              | IE26 (29 Wo.)IE | Erstveröffentlichung: November 1995 Charteinstieg IE: 2003 |
| 1999 | Dance the Devil                           | IE28 ×2Doppelplatin · (32 Wo.)IE | Erstveröffentlichung: 25. Juni 1999 Charteinstieg IE: 2003 |
| 2001 | For The Birds                             | IE6 (34 Wo.)IE | Erstveröffentlichung: 2. April 2001                        |
| 2003 | The Roads Outgrown                        | IE35 (2 Wo.)IE | Erstveröffentlichung: 19. August 2003                      |
| 2004 | Burn the Maps                             | IE1 ×2Doppelplatin · (22 Wo.)IE | Erstveröffentlichung: 17. September 2004                   |
| 2006 | The Cost                                  | IE2 (9 Wo.)IE | Erstveröffentlichung: 20. September 2006                   |
| 2015 | Longitude – An Introduction to the Frames | IE7 (6 Wo.)IE | Erstveröffentlichung: 26. Juni 2014                        |

grau schraffiert: keine Chartdaten aus diesem Jahr verfügbar
Weitere Studioalben
- Breadcrumb Trail (2002, nur in Tschechien erschienen)

### Livealben
| Jahr | Titel    | Höchstplatzierung, Gesamtwochen, AuszeichnungChartsChartplatzierungen (Jahr, Titel, Platzierungen, Wochen, Auszeichnungen, Anmerkungen) | Anmerkungen                        |
| Jahr | Titel    | IE | Anmerkungen                        |
| ---- | -------- | --- | ---------------------------------- |
| 2003 | Set List | IE1 (75 Wo.)IE | Erstveröffentlichung: 16. Mai 2003 |

Weitere Livealben
- Breadcrumb Trail (2002)

### EPs
- Turn On Your Record Player EP (1992)
- I Am the Magic Hand (1999)
- Rent Day Blues EP (1999)

### Singles
| Jahr | Titel Album                 | Höchstplatzierung, Gesamtwochen, AuszeichnungChartsChartplatzierungen (Jahr, Titel, Album, Platzierungen, Wochen, Auszeichnungen, Anmerkungen) | Anmerkungen |
| Jahr | Titel Album                 | IE | Anmerkungen |
| ---- | --------------------------- | --- | ----------- |
| 2001 | Lay Me Down For The Birds   | IE41 (3 Wo.)IE |             |
| 2002 | Headlong For The Birds      | IE20 (4 Wo.)IE |             |
| 2003 | Fake Burn the Maps          | IE4 (13 Wo.)IE |             |
| 2004 | Finally Burn the Maps       | IE6 (5 Wo.)IE |             |
| 2005 | Sideways Down Burn the Maps | IE10 (4 Wo.)IE |             |
| 2006 | Falling Slowly The Cost     | IE16 (4 Wo.)IE |             |

Weitere Singles
- The Dancer (1991)
- Masquerade (1992)
- Picture of Love (1993)
- Angel at My Table (1994)
- Revelate (1995)
- Monument (1996)
- Pavement Tune (1999)
- Sad Songs (2007)